# Середньотюнгське газоконденсатне родовище
Середньотюнгське газоконденсатне родовище — одне із родовищ Східного Сибіру, станом на 2016 рік п'яте за запасами газу родовище в Республіці Саха (Якутія). 

## Опис
Відноситься до Вілюйської (Хапчагайської) нафтогазоносної області Лено-Вілюйської нафтогазоносної провінції. Розташоване на річці Тюнг, за 150 км на північний захід від селища Кисир-Сир та Середньовілюйського родовища. Району властивий слабкий розвиток інфраструктури, влітку постачання вантажів можлива по річках Вілюй та Тюнг, взимку по зимниках.
Поклади вуглеводнів відкриті у 1976 році у відкладеннях нижнього тріасу та верхнього перму. Основний продуктивний горизонт належать до тріасу та залягає на глибині 2550—2800 метрів. Колектори — пісковики з пропластками алевролітів, яким характерна висока пористість (15-27 %). У пермських відкладеннях відкрито шість покладів в інтервалі 2870-3450 метрів.
Запаси за російською класифікаційною системою по категоріях С1+С2 складають 165 млрд.м3 газу та 9 млн.т конденсату.
Право на розробку родовища у 2011 році без конкурсу отримала державна компанія «Газпром». При цьому ще у 2005 році невелику ділянку виділили місцевій компанії «Сахатранснафтогаз», продукція якої використовується на потреби населених пунктів Вілюйського улусу.